# Cataphile
Cataphiles são exploradores urbanos que visitam ilegalmente as Catacumbas de Paris, que constituem-se em um ossuário subterrâneo localizado na cidade de Paris, França.

## Visitas não autorizadas

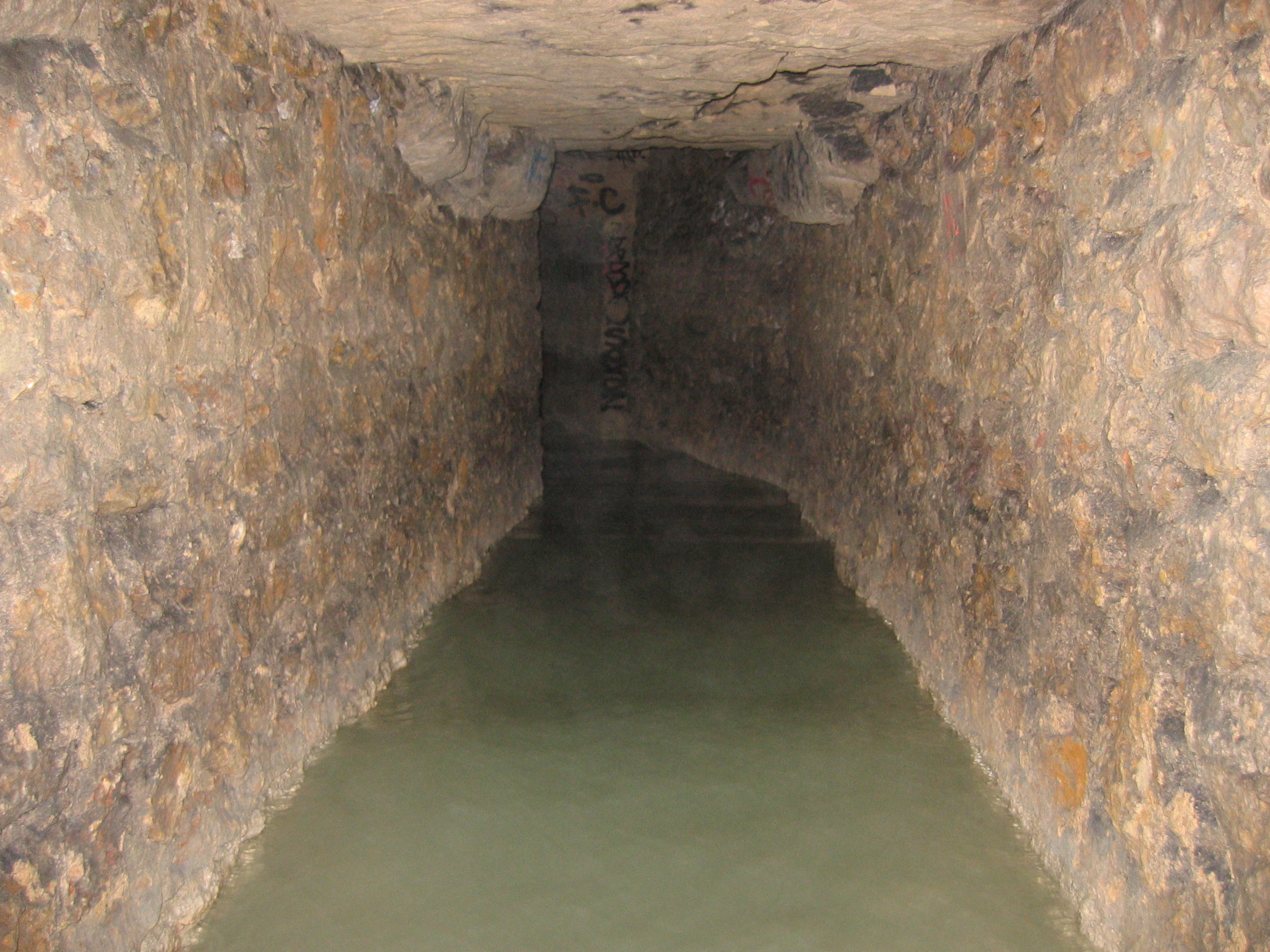
Uma seção parcialmente inundada da rua de La Voie Verte.

A entrada das minas é restrita. A porção aberta ao público (as catacumbas) é apenas uma pequena parte de uma extensa rede de túneis subterrâneos, que abrange cerca de 280 quilômetros de extensão. O sistema do túnel é complexo e, embora alguns túneis tenham placas indicando o nome da rua acima, é fácil perder-se. Algumas passagens são baixas ou estreitas e outras são parcialmente inundadas. Há enormes cabos telefônicos, tubos e outros impedimentos que podem dificultar o progresso, e as cavernas, embora raras, ocasionalmente ocorrem. Um guia é indispensável, e muitos guias ocasionalmente se referem a um mapa. Por causa desses perigos, o acesso às catacumbas sem escolta oficial foi ilegal desde 2 de novembro de 1955. Há uma multa de € 60 (R$ 232,54) para pessoas apanhadas pela E.R.I.C - a polícia especial que patrulha as minas. 

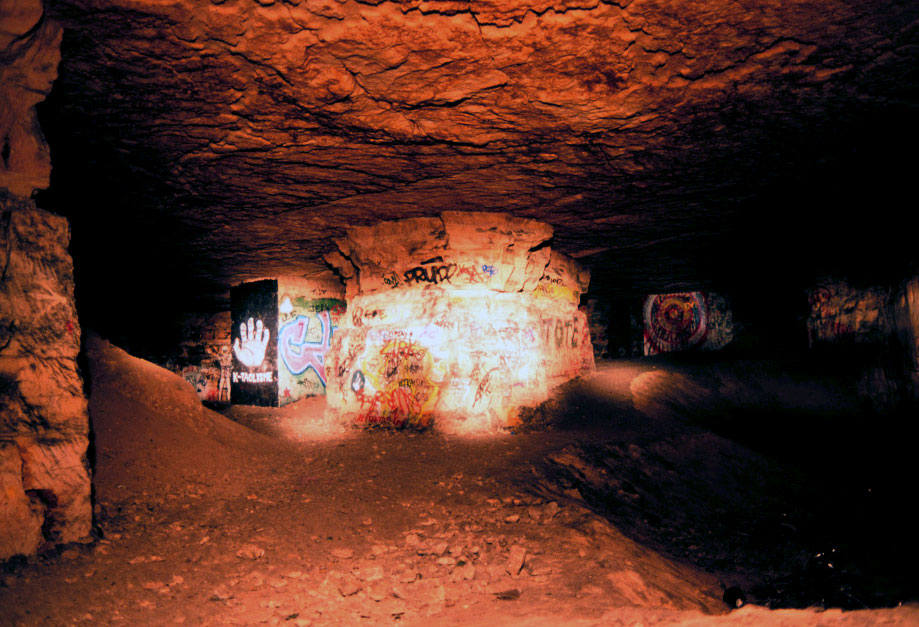
Pinturas feitas por Cataphiles.

Existem entradas secretas em toda Paris, e às vezes é possível entrar nas minas através dos esgotos, metrô e de certos poços de entrada.
Alguns visitantes não-oficiais possuem chaves para certas entradas oficiais. Em raras ocasiões, as pessoas usam esses pontos de acesso e entram ilegalmente nas minas, por exemplo, para atender clandestinamente, para realizar festas incomuns ou simplesmente como exploradores urbanos.
Em setembro de 2004, a polícia francesa descobriu um cinema subterrâneo dirigido por UX  - um movimento artístico francês que procura transmitir suas idéias usando lugares subterrâneos. 
Cataphiles freqüentemente descem por um dia, uma noite ou talvez uma semana para explorar, fotografar, pintar murais, criar mapas, limpar quartos e cavar chatières (canais de ventilação). 

## Filmografia sobreCataphile
| Título                  | Ano  | Diretor           | Gênero |
| ----------------------- | ---- | ----------------- | ------ |
| As Above, So Below      | 2014 | John Erick Dowdle | Terror |
| Catacumbas (2007 filme) | 2007 | Tomm Coker        | Terror |